# سيدريك أو
سيدريك أو هو سياسي فرنسي، ولد في 18 ديسمبر 1982 في L'Arbresle ‏ في فرنسا. نشط حزبياً في الجمهورية إلى الأمام! (2016 – 2016). وقد انتخب أمين الخزينة الجمهورية إلى الأمام! (2016 – نوفمبر 2017) وانتخب Secretary of State for Digital Affairs ‏ (31 مارس 2019 – ).